# Черняк, Владимир Кириллович
Черняк Владимир Кириллович (26 октября 1941, с. Мнишин, Гощанский район, Ровенская область — 18 января 2021) — советский и украинский экономист и политик. Доктор экономических наук, профессор. Народный депутат СССР (1989—1991), народный депутат Украины III (1998—2002) и IV (2002—2006) созывов.
Заведующий отделом теории и методологии Института экономики НАН Украины, главный научный сотрудник Научно-исследовательского финансового института при Министерстве финансов Украины.
Один из основателей Народного Руха Украины (с 1999 года — член Украинского народного руха, впоследствии — Украинской народной партии).
В своё время Владимир Кириллович утверждал, что на 80 % украинская экономика зависела от России и других республик. Также немаловажно то, что Украина, в отличие от Венгрии, Чехии и Польши не была свободной страной и не было создано изначально правительство, заинтересованное в реформах. Долгое время вообще отсутствовала экономическая стратегия. Приоритетным он считал интеграцию Украины в Европейский Союз, а в центр экономической политики ставил вопрос роста платёжеспособного спроса. Черняк подчёркивал, что особое внимание стоит уделять сфере предпринимательства и заботиться о его развитии, поскольку во всех высокоразвитых странах малый бизнес играет первую скрипку в экономике. И именно он (малый бизнес) всегда был опорой, благодаря которой все страны выходили из кризиса.